# Nam Ngạn (phường)
Nam Ngạn là một phường thuộc thành phố Thanh Hóa, tỉnh Thanh Hóa, Việt Nam.

## Địa lý
Phường Nam Ngạn là phường nội ô của thành phố Thanh Hóa, có vị trí địa lý:
- Phía đông giáp phường Long Anh
- Phía tây giáp phường Đông Thọ
- Phía nam giáp các phường Đông Hải, Đông Hương và Trường Thi
- Phía bắc giáp phường Hàm Rồng.

Phường Nam Ngạn có diện tích 2,64 km², dân số năm 1999 là 9.827 người, mật độ dân số đạt người/km².
Phường Nam Ngạn được bao bọc bởi ba con sông: phía bắc là Sông Mã, phía đông có sông Cầu Cốc, phía tây là sông Thọ Hạc.

## Lịch sử
Trước cách mạng tháng Tám, phường Nam Ngạn gồm làng Nam Ngạn và một xóm của làng Hương Bào Nội, một xóm của làng Đức Thọ Vạn và ấp Văn Tập, các làng và ấp này đều thuộc tổng Thọ Hạc, huyện Đông Sơn, phủ Thiệu Hóa, tỉnh Thanh Hóa.
Sau cách mạng tháng Tám đến giữa năm 1946, thuộc xã Nam Sơn Thọ và từ năm 1946 đến năm 1954 thuộc xã Đông Thọ, đều thuộc huyện Đông Sơn.
Từ cuối năm 1954, xã Đông Thọ chia thành hai xã là Đông Thọ và Đông Giang, Nam Ngạn thuộc xã Đông Giang .
Năm 1963, xã Đông Giang sáp nhập vào thị xã Thanh Hóa và thành lập tiểu khu Nam Ngạn trên cơ sở phần còn lại của xã Đông Giang.
Tháng 8 năm 1981, cùng với các tiểu khu khác, tiểu khu Nam Ngạn chuyển thành phường Nam Ngạn.
Tháng 6 năm 1994, thành lập phường Trường Thi trên cơ sở một phần diện tích và dân số của phường Nam Ngạn.

## Văn hóa

### Di tích
- Nghĩa trang liệt sĩ tỉnh Thanh Hóa: Nằm trên đường Trần Hưng Đạo.
- Tượng đài Nam Ngạn chiến thắng.
- Chùa Mật Đa - di tích lịch sử văn hóa cấp quốc gia.
- Chùa Hương Quang Tự - di tích lịch sử cấp quốc gia.

### Chiến tranh chống Mỹ
Kỳ tích bắn rơi 47 chiếc máy bay hiện đại của Mỹ trong 2 ngày 3 - 4/4/1965 có đóng góp không nhỏ của quân và dân phường Nam Ngạn. Trong trận chiến đấu đó, chị Ngô Thị Tuyển và đại đội dân quân Nam Ngạn đã được tặng thưởng danh hiệu Anh hùng lực lượng vũ trang nhân dân.

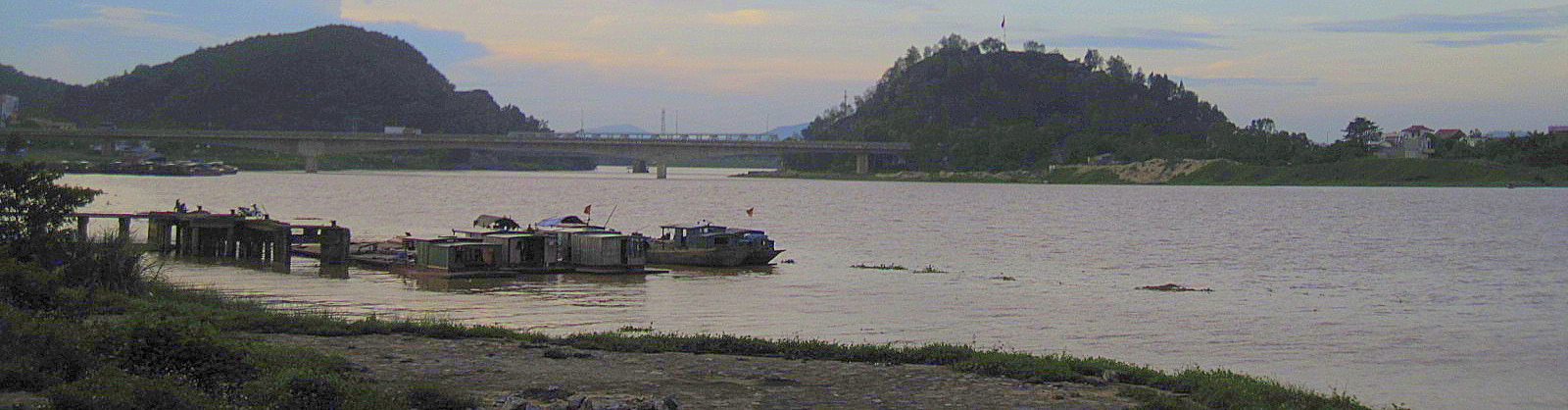
Một đoạn đê sông Mã, nơi gần 400 dân công đã hy sinh

Ngày 14/6/1972 trên đoạn đê Sông Mã thuộc địa phận 2 làng Nam Ngạn và Hàm Rồng, gần 400 dân công đã hy sinh do bom Mỹ trong quá trình đắp đê. Trong đó có hơn 300 các cô gái ở lứa tuổi đôi mươi là các nữ sinh, giáo sinh, giáo viên ở các trường trung cấp thương nghiệp, trung cấp Y Thanh Hóa... Một công trình tưởng niệm chuẩn bị được xây dựng để tưởng nhớ những người đã ngã xuống.

Nhân dân Nam Ngạn đã phải chịu những thiệt hại rất to lớn trong chiến tranh chống Mỹ. 2 lần bị máy bay B52 rải thảm, 6 lần bị pháo kích từ biển vào, tổng cộng đã có 3.550 quả bom các loại, trong đó có 627 quả bom phá, 58 quả bom nổ chậm, hàng ngàn quả bom bi, đạn rốc két và các loại bom đạn khác; làm cho hàng trăm người chết, hàng trăm ngôi nhà bị phá hủy, hàng chục mẫu ruộng biến thành hố bom, bình quân mỗi người dân Nam Ngạn phải hứng chịu 13 quả bom.

## Danh nhân
- Ngô Thị Tuyển - Anh hùng lực lượng vũ trang nhân dân.
- Nguyễn Thị Hằng - nguyên thứ trưởng Bộ Lao động Thương Binh và Xã hội.